# Gyokutō
Gyokutō (玉東町?, Gyokutō-machi) è una cittadina giapponese della prefettura di Kumamoto.